# Włodzimierz Pitułej
Włodzimierz Pitułej, ukr. Володимир Пітулей (ur. 28 lipca 1899 we wsi Ohladów w rejonie radziechowskim obwodu lwowskiego, zm. ?) – porucznik żandarmerii Wojska Polskiego i nadkomisarz Policji Państwowej, od 1941 roku komendant Ukraińskiej Policji Pomocniczej. 

## Życiorys
Urodził się 28 lipca 1899 we wsi Ohladów, w rejonie radziechowskim obwodu lwowskiego, w rodzinie polsko-ukraińskiej. Ojciec był lekarzem weterynarii, wyznania greckokatolickiego. Uczył się w c. k. Gimnazjum w Wadowicach. 21 listopada 1916, jako uczeń VII klasy wstąpił do Legionów Polskich. 13 grudnia 1917 złożył wojenny egzamin maturalny .
20 grudnia 1919, jako podoficer byłych Legionów Polskich został mianowany z dniem 1 stycznia 1920 podporucznikiem w piechocie z równoczesnym przeniesieniem z Żandarmerii Polowej do Dowództwa Okręgu Generalnego Warszawa. W czasie wojny polsko-bolszewickiej był dowódcą Plutonu Żandarmerii Białystok i Suwałki w Dywizjonie Żandarmerii Wojskowej Nr 1, a w maju 1921, w stopniu porucznika, dowódcą Plutonu Żandarmerii Białystok 1 w składzie 3 Dywizjonu Żandarmerii w Grodnie. Od 1 czerwca 1921 jego oddziałem macierzystym był 9 Dywizjonu Żandarmerii w Brześciu.
1 grudnia 1921 został przyjęty do Policji Państwowej jako zastępca komisarza (wojskowy odpowiednik porucznika). Pełnił służbę w obwodzie nowogródzkim, skąd 1 września 1922 został przeniesiony do rejonu lidzkiego, a następnie do Warszawy, gdzie został szefem X komisariatu. 1 lipca 1927 został mianowany na stopień komisarza. Na początku 1929 rozpoczął pracę w stołecznym Wydziale Śledczym, gdzie kierował jedną z brygad służby kryminalnej. Stamtąd został przeniesiony do brygady „XI”, nazywanej brygadą wartowniczą. Służył jako szef ochrony osobistej marsz. Józefa Piłsudskiego. 1 lipca 1930 awansowany na stopień nadkomisarza. Pełnił wiele funkcji , m.in. komendanta Policji Państwowej na miasto Poznań i miasto Lublin (22 czerwca 1934 − 6 kwietnia 1935), komendanta powiatowego Policji Państwowej w Jaśle (1935/1936−1937) . Represjonowany przez sanację, zmuszony do dobrowolnego odejścia ze służby 30 listopada 1937.
W okresie II wojny światowej związany z ruchem ukraińskim, od 1941 roku komendant Ukraińskiej Policji Pomocniczej; w 1945 roku został dowódcą Brygady Policyjnej w ramach planowanej 2. Dywizji Ukraińskiej Ukraińskiej Narodowej Armii i walczył z nią w Brandenburgii w stopniu majora.
Po zakończeniu wojny wyjechał najpierw z Niemiec do Anglii, a stamtąd do Australii. Tam został geologiem-amatorem. Poszukiwał minerałów, badał zasoby mineralne Tasmanii oraz opracowywał mapy eksplorowanych terytoriów.

## Ordery i odznaczenia
- Krzyż Niepodległości (24 października 1931)[17]
- Srebrny Krzyż Zasługi (13 grudnia 1928)[18]